# Hugo Vetlesen
Hugo Vetlesen (Braine-l'Alleud, Bélgica, 29 de febrero de 2000) es un futbolista noruego. Su posición es la de mediocampista y su club es el Club Brujas de la Primera División de Bélgica.

## Selección nacional

### Participaciones en selección nacional
| Torneo                                                       | Categoría | Sede      | Resultado      | Partidos | Goles |
| ------------------------------------------------------------ | --------- | --------- | -------------- | -------- | ----- |
| Fase de clasificación para el Campeonato Europeo Sub-19 2018 | Sub-19    | Ucrania   | Clasificó      | 6        | 1     |
| Campeonato Europeo Sub-19 2018                               | Sub-19    | Finlandia | Fase de grupos | 4        | 0     |
| Copa Mundial 2019                                            | Sub-20    | Polonia   | Primera fase   | 2        | 0     |
| Fase de clasificación para la Eurocopa Sub-21 de 2019        | Sub-21    | Italia    | No clasificó   | 1        | 0     |
| Fase de clasificación para la Eurocopa Sub-21 de 2021        | Sub-21    | Eslovenia | No clasificó   | 7        | 0     |

## Estadísticas

### Clubes
Actualizado al último partido jugado el 6 de octubre de 2024.
| Stabæk IF · Noruega | 1.ª           | 2017          | 26  | 0  | 3  | 0 | -  | - | 29  | 0  | 0    |
| Stabæk IF · Noruega | 1.ª           | 2018          | 24  | 1  | 2  | 0 | -  | - | 26  | 1  | 0,04 |
| Stabæk IF · Noruega | 1.ª           | 2019          | 24  | 0  | 2  | 1 | -  | - | 26  | 1  | 0,04 |
| Stabæk IF · Noruega | 1.ª           | 2020          | 19  | 4  | -  | - | -  | - | 19  | 4  | 0,21 |
| Stabæk IF · Noruega | Total club    | Total club    | 93  | 5  | 7  | 1 | 0  | 0 | 100 | 6  | 0,06 |
| F. K. Bodø/Glimt · Noruega | 1.ª           | 2020          | 8   | 1  | -  | - | -  | - | 8   | 1  | 0,13 |
| F. K. Bodø/Glimt · Noruega | 1.ª           | 2021          | 27  | 5  | 1  | 0 | 13 | 0 | 41  | 5  | 0,12 |
| F. K. Bodø/Glimt · Noruega | 1.ª           | 2022          | 29  | 16 | 4  | 0 | 21 | 6 | 54  | 22 | 0,41 |
| F. K. Bodø/Glimt · Noruega | 1.ª           | 2023          | 11  | 3  | 2  | 1 | 11 | 1 | 24  | 5  | 0,21 |
| F. K. Bodø/Glimt · Noruega | Total club    | Total club    | 75  | 25 | 7  | 1 | 45 | 7 | 127 | 33 | 0,26 |
| Club Brujas · Bélgica | 1.ª           | 2023-24       | 37  | 3  | 3  | 2 | 16 | 2 | 56  | 7  | 0,13 |
| Club Brujas · Bélgica | 1.ª           | 2024-25       | 10  | 0  | 1  | 0 | 1  | 0 | 12  | 0  | 0    |
| Club Brujas · Bélgica | Total club    | Total club    | 47  | 3  | 4  | 2 | 17 | 2 | 68  | 7  | 0,13 |
| Total carrera | Total carrera | Total carrera | 215 | 33 | 18 | 4 | 62 | 9 | 295 | 46 | 0,16 |
| (1) Incluye datos de Copa de Noruega y Copa de Bélgica. (2) Incluye datos de Liga Europa de la UEFA y Liga de Campeones de la UEFA. (3) No incluye goles en partidos amistosos. |               |               |     |    |    |   |    |   |     |    |      |

## Palmarés

### Títulos nacionales
| Título                      | Club             | País    | Año  |
| --------------------------- | ---------------- | ------- | ---- |
| Eliteserien                 | F. K. Bodø/Glimt | Noruega | 2020 |
| Eliteserien                 | F. K. Bodø/Glimt | Noruega | 2021 |
| Primera División de Bélgica | Club Brujas      | Bélgica | 2024 |
| Copa de Bélgica             | Club Brujas      | Bélgica | 2025 |
| Supercopa de Bélgica        | Club Brujas      | Bélgica | 2025 |